# Ala rettilinea

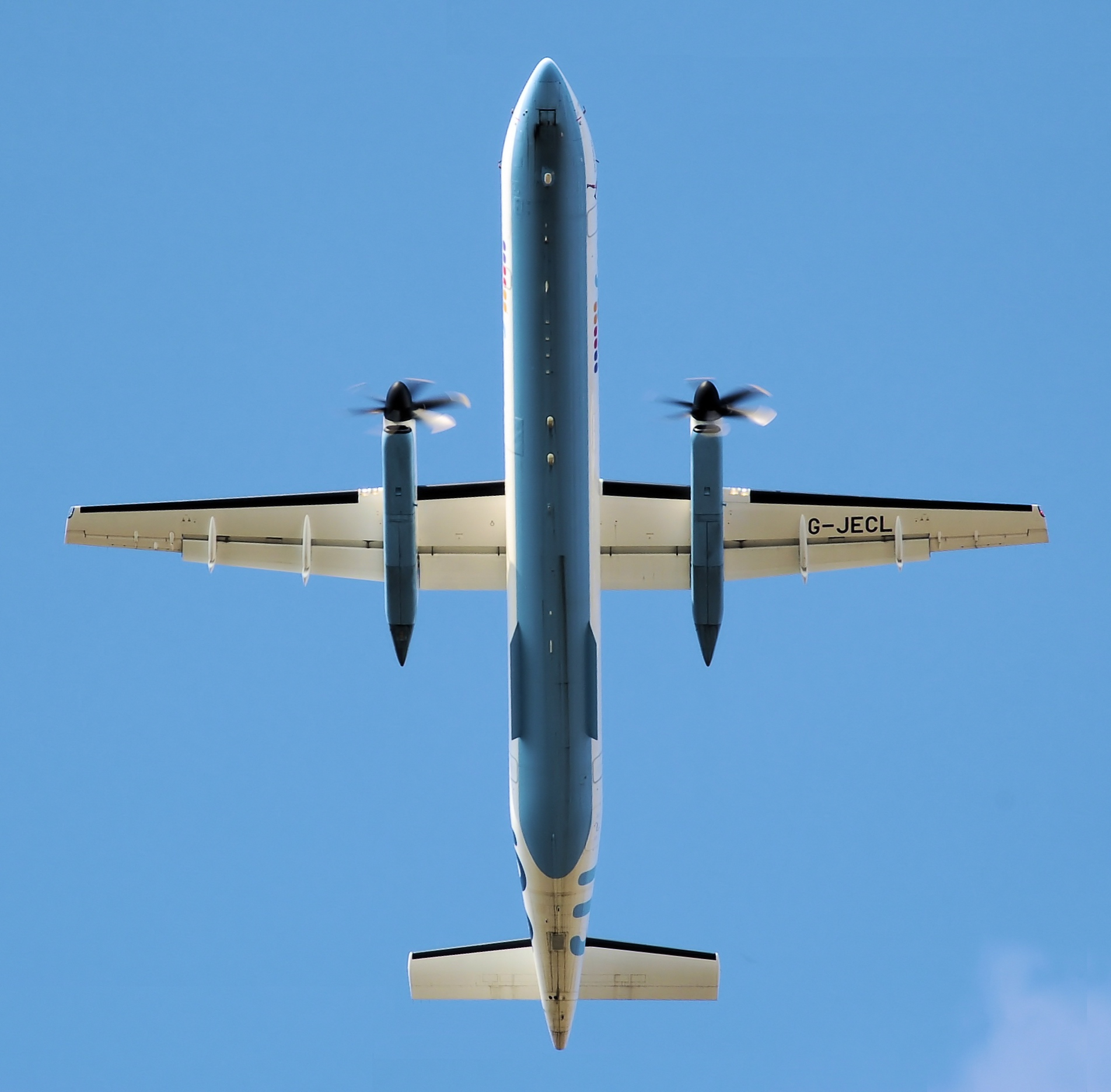
Un bimotore turboelica Bombardier Dash 8 Q400 mostra, durante un sorvolo, la sua caratteristica ala rettilinea ad alto allungamento alare.

In aeronautica un'ala rettilinea, citata anche come ala dritta, è la più semplice tra tutte le configurazioni alari possibili. Storicamente, essa rappresenta la prima tipologia di ala in grado di volare, come è possibile vedere nelle immagini del Wright Flyer.